# Крут (Горња Рајна)
Крут (фр. Kruth) насеље је и општина у Француској у региону Алзас, у департману Горња Рајна.
По подацима из 2011. године у општини је живело 984 становника, а густина насељености је износила 44,61 становника/km².

## Демографија
| 1962. | 1968. | 1975. | 1982. | 1990. | 2011. |
| ----- | ----- | ----- | ----- | ----- | ----- |
| 899   | 1.094 | 1.012 | 1.002 | 976   | 984   |